# باناز
باناز (به ترکی استانبولی: Banaz) شهری است در کشور ترکیه که در استان اوشاق واقع شده‌است. جمعیت این شهر بر اساس سرشماری سال ۲۰۰۸ میلادی ۱۵٬۲۴۱ نفر و بر اساس برآوردهای سال ۲۰۰۹ میلادی ۱۵٬۰۷۷ نفر می‌باشد.